# 丹波市立柏原中学校
丹波市立柏原中学校（たんばしりつ かいばらちゅうがっこう）は、兵庫県丹波市柏原町南多田にある公立中学校。

## 校歌
丹波市立柏原中学校　校歌
- 作詞：植木いはを
- 作曲：

## 部活動

### 運動部
- 野球部
- 陸上競技部
- ソフトテニス部
- バスケットボール部
- 女子バレーボール部
- 卓球部

### 文化部
- 吹奏楽部
- 美術・創作部

## 校区
- 丹波市立新井小学校
- 丹波市立崇広小学校

## 校区が隣接している学校
- 丹波市立春日中学校
- 丹波市立氷上中学校
- 丹波市立山南中学校
- 丹波篠山市立丹南中学校、丹波篠山市立西紀中学校から選択可能な区域。